# Мать Миира
Мать Миира, урожденная Камала Редди (родилась 26 декабря 1960 г.), считается[кем?] последователями воплощением (Аватара) Божественной Матери (санскр. - Шакти или Деви).

## Биография

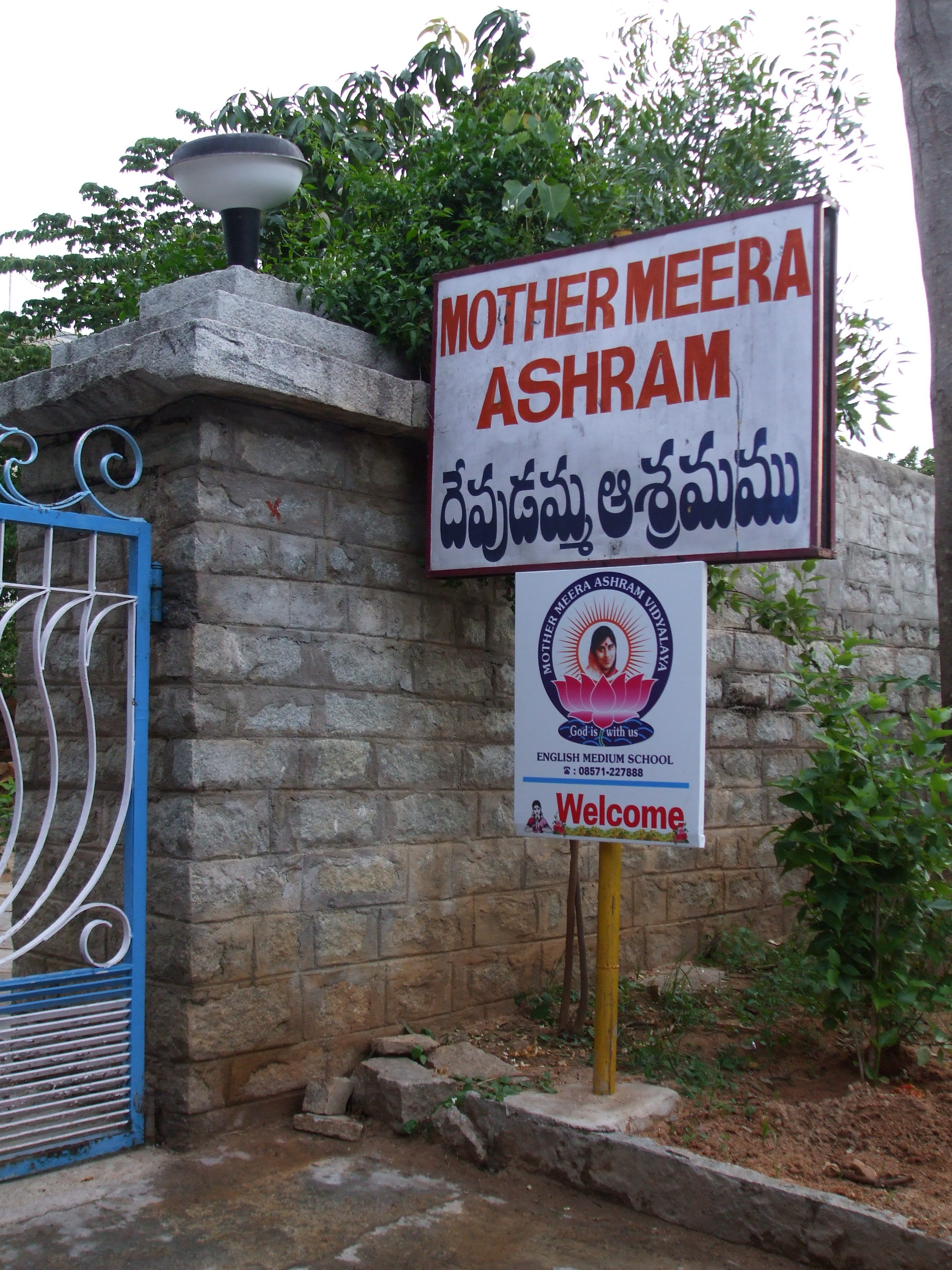
Ашрам Матери Мииры, Маданапалле, А. П., Индия

Мать Миира родилась в г. Чандепалле в округе Налгонда в штате Андхра-Прадеш в Индии. Первое самадхи, то есть состояние полного духовного просветления, случилось с ней в шестилетнем возрасте, и длилось весь день. Когда ей было 12 лет, её дядя Вулгур Венкат Редди впервые встретился с ней и сразу же узнал в ней девочку из его видений. Он был убежден, что она является Божественной Матерью, и начал заботиться о ней, позволяя ей обогащать свой внутренний мир и ощущения. Её родители Антамма и Веера Редди живут в Маданапалле, в округе Читтур в штате Андхра-Прадеш.
В 1974 году Редди привез Мать Мииру в Ашрам Шри Ауробиндо в Пудучерри, Индия, и она стала его членом. Там она впервые встретилась с уроженцами Запада и начала проводить Даршаны. Тем не менее, на сегодняшний день она формально не связана с Ашрамом Шри Ауробиндо. 
В 1979 году её первые последователи пригласили её в Канаду, которую она в итоге посетила несколько раз. Тем временем здоровье Редди начало ухудшаться.
В 1981 году она совершила свою первую поездку в Западную Германию, где она, вместе с Редди и её близким компаньоном Адилакшми, обосновалась год спустя. Она вышла замуж за немца в 1982 году. Редди умер в 1985 году и был похоронен на местном кладбище в Дорнбурге-Тальхайме, Гессен. Вот уже на протяжении нескольких лет она проводит Даршаны (буквально умение видеть, преимущественно в духовном контексте) в Замке Шаумбург в Бальдуинштайне, небольшом городке в Германии. Раньше, в начале 1990-х, она проводила Даршан в доме в городке Тальхайм, в 5 км к северо-западу от Хадамара в Германии. Также она регулярно посещает Соединенные Штаты Америки.

## Занятия
Мать Миира принимает тысячи посетителей всех религий во время даршана, который она проводит в полной тишине. Её даршан состоит из ритуала, во время которого она прикасается к голове стоящего перед ней человека, а затем смотрит в его глаза. Во время этой процедуры Мать Миира, предположительно, «развязывает узлы» в системе тонкого тела человека и пронизывает его светом. Она не берёт денег за эту процедуру и не даёт лекций. 
Предполагаемая задача Матери Мииры на Земле — призыв динамичной силы света от Верховного Духа (Параматма — Божественная Сущность, «Сверхдуша») совместно с другими святыми и божественными созданиями, чтобы, как говорит она сама, ускорить духовный прогресс на Земле.
Она так рассказывает об этом свете:
Как электричество, Свет — везде, но нужно знать, как его активировать. Я пришла на Землю именно для этого.
Посредством джапы, повторения в уме любого Божественного имени или мантры, что можно делать в любой удобной обстановке, люди открывают себя этому Свету. Она не провозглашает себя гуру и не имеет последователей. Чтобы следить за её работой, люди не должны провозглашать её своим учителем. Её учение в основном связано с бхакти, преданностью Богу, и в этом отношении она принимает любые обозначения.
Мать Миира не является последовательницей какой-либо конкретной традиции, за исключением "определённой приверженности" работам Шри Ауробиндо и Матери, с которыми она встречалась в их тонких телах, когда была ребёнком, посетив их самадхи (могилы).
Она учит единению всех религий. 
Каждый может идти своим путём. Важно лишь сохранять связь со светом (личная духовная модель) каждый день посредством молитв, чтения или медитаций.

## Книги
- Answers, Part I — автор: Мать Миира, ISBN 0-9622973-3-X
- Answers, Part II — автор: Мать Миира, ISBN 3-9805475-5-8

## Цитаты
«Одна распространённая ошибка — считать, что одна реальность и есть та самая единственная реальность. Вы всегда должны быть готовы к тому, чтобы перейти из одной реальности в более величественную». — Answers, Part I